# Sigismondo Pappacoda
Sigismondo Pappacoda (ur. 23 marca 1456 w Neapolu, zm. 3 listopada 1536 tamże) – włoski biskup.

## Życiorys
Urodził się 23 marca 1456 roku w Neapolu, jako syn Francesca Pappacody i Covelli di Gennaro. Po studiach uzyskał doktorat utroque iure. 3 grudnia 1492 roku został wybrany biskupem Venosy. Siedem lat później został przeniesiony do diecezji Tropea. 21 listopada 1527 roku został kreowany kardynałem prezbiterem i otrzymał kościół tytularny Santa Maria degli Angeli. Odmówił jednak przyjęcia godności kardynalskiej. Zmarł 3 listopada 1536 roku w Neapolu.